# Affouillement des fonds marins par la glace

Affouillement d’un fond marin par une formation de glace flottante (ici, un iceberg), donnant lieu à un sillon dont la profondeur dépend des propriétés de la quille et de la réaction du sol.

Lorsqu’une formation de glace flottante (typiquement un iceberg ou un fragment de banquise) dérive dans une zone peu profonde, il arrive que la partie immergée (la quille) de cette glace touche le fond de l’eau. Elle se met alors à racler les sédiments en y laissant un sillon – c’est le phénomène de l’affouillement (Wadhams 2000, Weeks 2010, ch. 13). Si ce phénomène est le plus souvent observé dans les mers et les océans, on le remarque également dans les rivières et les lacs (Noble and Comfort 1982, Grass 1984).

## Étude de l’affouillement du fond marin par échosondage

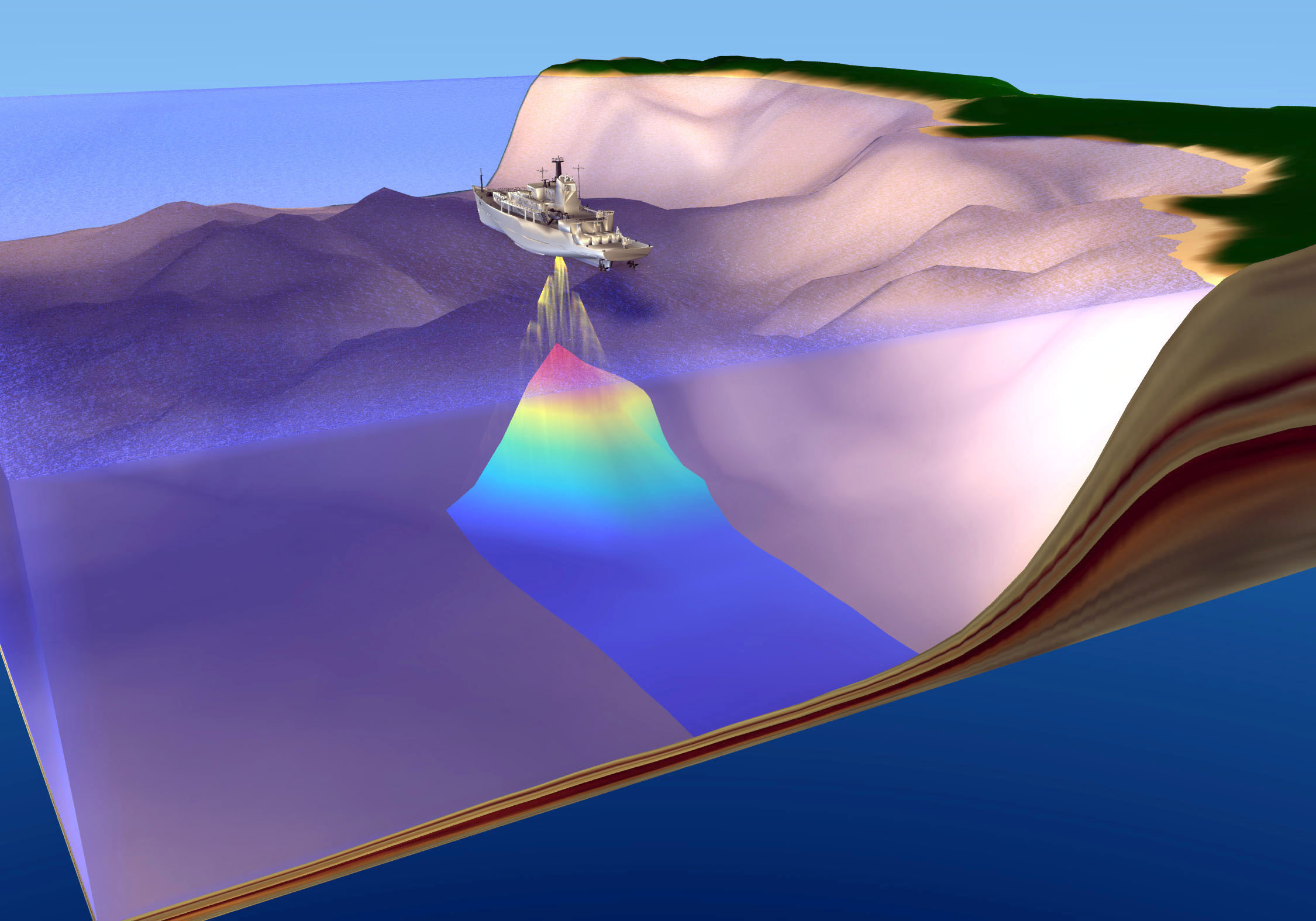
Recours à un sonar multifaisceaux à partir d’un navire pour effectuer un levé bathymétrique du fond marin.

Vu de la surface, l’affouillement d’un fond marin par de la glace flottante est un processus qui se fait très discret. La présence de sédiments incorporés à la glace en constitue une des rares indications (Weeks 2010, p. 391). Les renseignements que l’on tente d’obtenir de ces sillons comprennent : profondeur, largeur, longueur et orientation (King 2011, Barrette 2011). La fréquence d’affouillement (le nombre de sillons engendrés dans un secteur donné au cours d'un certain laps de temps) est aussi un paramètre important. Pour obtenir ce genre de données, on fait appel à des navires pourvus d'un matériel servant à cartographier le fond marin, constitué entre autres de sondeurs à ultrason, tels un sonar latéral ou multifaisceaux (Weeks 2010, p. 392). Ces levés se font parfois à plusieurs reprises – on parle alors de cartographie répétitive – sur une période de temps variant de une à plusieurs années (Blasco et al. 1998, Sonnichsen et al. 2005).

## Quelques statistiques sur l’affouillement
Les sillons résultant de l’affouillement par la glace peuvent s’étendre sur plusieurs kilomètres. Au nord du Canada et en Alaska, leur profondeur atteint 5 m (Been et al. 2008). En général cependant, elle demeure inférieure à 1 m. Du point de vue de la planification d’ouvrages côtiers, on appelle « événement extrême » un sillon dont la profondeur dépasse 2 m. Quant à la largeur de ces sillons, elle varie de quelques mètres à plusieurs centaines de mètres (Héquette et al. 1995, Oickle et al. 2006). C’est au nord-ouest de Svalbard, dans l’océan Arctique, qu’on les retrouve dans les eaux les plus profondes : entre 450 à 850 m (Weeks 2010, p. 395). On estime qu’il s’agit là de vestiges datant du Pléistocène il y a plusieurs milliers d’années, à une époque où le niveau de la mer était plus bas. Dans la mer de Beaufort, au nord du Canada, un sillon, dont la profondeur atteint 8,5 m, parcours le fond marin sur une cinquantaine de kilomètres, suivant une trajectoire qui n’est pas toujours rectiligne. Ce phénomène, qui est observé dans des eaux dont la profondeur varie de 40 à 50 m (Blasco et al. 1998), daterait d’environ 2 000 ans.

## Description de la glace flottante
Les formations de glace responsables de l’affouillement sont de deux types : les icebergs (provenant d’un glacier) et la glace de mer (appartenant à la banquise). 

### Les icebergs
Puisqu’elle est issue d’un glacier, la glace d’iceberg s’apparente, sur le plan de ses propriétés physiques et mécaniques, à la glace retrouvée dans les lacs et les rivières. La raison en est que, contrairement à la glace de mer, cette glace n’est pas saline : elle est faite d’eau douce, tirant donc son origine de précipitations atmosphériques (pluie ou neige). La glace d’eau douce est la matière dont sont constitués inlandsis, calottes glaciaires, barrières de glace et glaciers. L’effet de la gravité provoque l’écoulement de ces masses de glace vers le bas. Or, dans les régions où cette glace atteint la mer, et dépendamment de la topographie, elle se brise, un processus connu sous le nom de « vêlage »; les fragments qui en résultent sont des icebergs. Les calottes glaciaires qui s’étendent vers le large (les barrières de glace) sont également sujet au vêlage. Dans ce cas, les icebergs auront une forme tabulaire pouvant atteindre plusieurs kilomètres – ce sont des « îles de glace ». S’ils se rapprochent des côtes, l’affouillement par ces formations de glace peut engendrer des sillons constituant des « événements extrêmes » (dont il est fait allusion plus haut). 

Coupe longitudinale d'un sillon, où on reconnait trois niveaux dans le fond marin. Le premier niveau (1) correspond à la profondeur du sillon. Au deuxième niveau (2), les sédiments ont fait l’objet d’un déplacement latéral considérable. Au troisième niveau (3), le déplacement latéral des sédiments devient négligeable.

### La glace de mer
C’est essentiellement de l’eau de mer gelée. Cette glace est poreuse et donc moins résistante physiquement que la glace d’eau douce. Elle constitue la banquise, dont la dynamique interne est très complexe (Haas 2003, Weeks 2010, ch. 12). Sous l’action du vent et des courants, la glace de mer se fracture et s’empile, formant des rides ou des crêtes de pression, souvent longues et sinueuses. Les crêtes de pression étant intégrées à des bancs de glace ou a des floes, la partie immergée de ces formations est responsable d’une bonne partie de l’affouillement des fonds marins dans les régions où la mer gèle, et le patron de sillons engendrés est relié aux déplacements de la couverture de glace dans son ensemble.